# Championnat de Roumanie de football de deuxième division 2007-2008
 (juin 2025).
Si vous disposez d'ouvrages ou d'articles de référence ou si vous connaissez des sites web de qualité traitant du thème abordé ici, merci de compléter l'article en donnant les références utiles à sa vérifiabilité et en les liant à la section « Notes et références ».
La saison 2007-2008 du championnat de Roumanie de football de Division 2  rassemblait 2 groupes de 18. Les premières équipes à la fin de la saison ont été promues en première division (saison 2008-2009).

## Les clubs de l'édition 2007-2008

### Série 1
- FCM Bacău
- FC Botoșani
- Forex Brașov
- FC Brașov
- Sportul Studențesc Bucarest
- Dinamo II Bucarest
- Progresul Bucarest
- CS Inter-Gaz Bucarest
- CS Concordia Chiajna
- Poiana Câmpina
- CSM Focșani
- Dunărea Galați
- FC Dunărea Giurgiu
- FC Prefabricate 05 Modelu
- CS Otopeni
- Petrolul Ploiești
- FC Săcele
- Delta Tulcea

### Série 2
- FC Unirea Alba Iulia
- FC Caracal
- CS Industria Sârmei Câmpia Turzii
- CS Mureșul Deva
- CS Severnav Turnu Severin
- Corvinul Hunedoara
- CS Minerul Lupeni
- Gaz Metan Mediaș
- FC Bihor Oradea
- Jiul Petroșani
- FC Argeș Pitești
- FCM Reșița
- CSM Râmnicu Vâlcea
- CF Liberty Salonta
- FCU Politehnica Timișoara II
- CFR Timișoara
- FCM Târgoviște
- Arieșul Turda

## À l'issue de la saison
À l'issue de la saison, les deux clubs promus de la série 1 pour la saison 2008-2009 de la première division roumaine sont le FC Brașov (vainqueur) et le CS Otopeni (deuxième). Les deux clubs promus de la série 2 sont le FC Argeș Pitești (vainqueur) et le CS Gaz Metan Mediaș (deuxième).
À l'issue de la saison, les quatre clubs relégués de la série 1 pour la saison 2008-2009 de la troisième division roumaine sont le CS Inter-Gaz Bucarest (quinzième), le CSM Focșani (antépénultième), le FCM Dunărea Galați (avant-dernier) et le FC Săcele (dernier). Les quatre clubs relégués de la série 2 sont le FCM Reșița (quinzième), le FCU Politehnica Timișoara II (antépénultième), le FC Caracal (avant-dernier) et le FC Corvinul Hunedoara (dernier).